# Kleine Aktiengesellschaft
Eine Kleine Aktiengesellschaft ist nach deutschem Recht eine Aktiengesellschaft, die nur über einen kleinen Gesellschafterkreis verfügt. Ihr kommen Erleichterungen u. a. hinsichtlich der Zusammensetzung des Aufsichtsrates sowie der handelsrechtlichen Publizitätspflichten zugute und sie ist nicht an der Börse notiert.

## Gesetzgebung und Inhalte
Die mit der Aktiengesetznovelle 1994 (AktG) in Kraft getretenen Sonderregeln zur kleinen Aktiengesellschaft haben zwar keine neue Gesellschaftsform geschaffen, jedoch die Aktiengesellschaft auch für mittelständische und kleine Unternehmen als Gesellschaftsform attraktiv gemacht. Systematisch war die kleine AG ein wichtiger Reformschritt im deutschen Aktienrecht: Während bis dahin die Aktiengesellschaft eher der Publikumsgesellschaft vorbehalten war und die geschlossenen Gesellschaften auf die GmbH und GmbH & Co KG verwiesen wurden, öffnete sich das Aktienrecht nun auch für die nicht-börsennotierten Gesellschaften und wurde eine Trennlinie nicht zwischen den Rechtsformen, sondern systematisch zwischen der börsennotierten und der nicht-börsennotierten Gesellschaft eingezogen. In der Folgezeit richteten sich viele europäische und nationale Rechtsnormen an die "börsennotierte" oder "kapitalmarktorientierte" Gesellschaft (zuletzt das „Gesetz für die gleichberechtigte Teilhabe von Frauen und Männern an Führungspositionen in der Privatwirtschaft und im öffentlichen Dienst“ vom Mai 2015). Die Kleine AG markiert zugleich den Beginn der sogenannten „Aktienrechtsreform in Permanenz“, die seit Beginn der 1990er Jahre bis heute andauert.
Im Einzelnen wurden einige Formvorschriften für die nicht-börsennotierten Aktiengesellschaften vereinfacht. Nunmehr ist die Einmann-Gründung erlaubt. Weiterhin ist die Einberufung und Abhaltung der Hauptversammlung, die Beurkundung von Hauptversammlungsbeschlüssen bei nicht-börsennotierten Aktiengesellschaften, die Verwendung des Jahresabschlusses und Ähnliches vereinfacht worden, so dass die kleine Aktiengesellschaft eine Alternative zur GmbH darstellt.
So wird zum Beispiel nach § 121 Absatz 4 Satz 1 AktG verlangt, dass die Einberufung der Hauptversammlung in „den Gesellschaftsblättern bekanntzumachen“ ist. Wenn die Aktionäre der Gesellschaft namentlich bekannt sind, reicht es hingegen, die Aktionäre mit eingeschriebenem Brief zu laden (§ 121 Abs. 4 S. 2 AktG). Wichtig ist für kleine Aktiengesellschaften eine gesetzliche Regelung außerhalb des AktG: Laut § 1 Abs. 1 Nr. 1 des Drittelbeteiligungsgesetzes von 2004 (vormals § 76 Abs. 6 BetrVG) entfällt bei weniger als 500 Arbeitnehmern deren Mitbestimmung im Aufsichtsrat.